# Microregione di Santa Rosa
Santa Rosa è una microregione del Rio Grande do Sul in Brasile, appartenente alla mesoregione di Noroeste Rio-Grandense.
È una suddivisione creata puramente per fini statistici, pertanto non è un'entità politica o amministrativa.

## Comuni
È suddivisa in 13 comuni:
- Alecrim
- Cândido Godói
- Independência
- Novo Machado
- Porto Lucena
- Porto Mauá
- Porto Vera Cruz
- Santa Rosa
- Santo Cristo
- São José do Inhacorá
- Três de Maio
- Tucunduva
- Tuparendi